# Bundesautobahn 20
De Bundesautobahn 20 (kort BAB 20, A20 of 20), ook wel Ostseeautobahn of Küstenautobahn genoemd, is een Duitse autosnelweg die een verbinding vormt tussen Bad Segeberg, Lübeck, Wismar, Rostock en Prenzlau. Daar sluit de A20 aan op de A11 richting Berlijn en Szczecin.
De snelweg werd vanaf 1992 gebouwd en wordt nog steeds uitgebreid. Als project 10 hoort het tot het Verkehrsprojekt Deutsche Einheit. Met de A20 zullen de Oostzeekust en grote delen van de deelstaat Mecklenburg-Voor-Pommeren beter aan het West-Duitse en Europese verkeersnetwerk aangesloten worden. Het zal de B96, B104 en B105 ontlasten. De A20 loste de A61 af als langste "tweecijferige" autosnelweg in Duitsland. In het westen ontbreken nog enkele trajecten naar de grote zeehavens evenals de kruising van de Elbe voor de noordelijke randweg van Hamburg. Wanneer de weg volledig is aangelegd, wordt het de op vier na langste snelweg van Duitsland en een van de belangrijkste snelwegen in Noord-Duitsland.
De in 1992 berekende dagelijkse verkeersintensiteit werd bij lange na niet gehaald. Er rijden over het traject Lübeck - Wismar 28.000 motorvoertuigen (in plaats van de berekende 40.000), op het trajectdeel van Wismar naar de A19 bij Rostock 30.000 motorvoertuigen (in plaats van 60.000). Naar het oosten daalt de verkeersintensiteit tot onder de 12.000 motorvoertuigen. In de omgeving van Pasewalk rijden ongeveer 9.400 motorvoertuigen per dag over de A20, wat vergelijkbaar is met een goed gebruikte provinciale weg. Het oostelijke deel van de A20 is een van de rustigste snelwegen in Duitsland.

## Verloop
De A20 is sinds december 2009 volledig berijdbaar van Bad Segeberg via het achterland van de Oostzeekust van Mecklenburg-Voor-Pommeren tot het Kreuz Uckermark aan de A11, waar de weg overgaat in de B166 richting Schwedt/Oder.
Van Lübeck via Rostock tot Greifswald loopt de A20 in oostelijke richting; vanaf hier buigt de snelweg in zuidelijke richting af naar Neubrandenburg, dan weer in zuidoostelijke richting tot Pasewalk en vanaf hier naar het zuiden tot Kreuz Uckermark. Via de als knooppunt omgebouwde aansluiting Stralsund sluit de tot 2x2 rijstroken uitgebouwde autoweg B96 aan.
Van het totale traject bevindt zich 279,6 kilometer in Mecklenburg-Voor-Pommeren, 26,8 kilometer in Brandenburg en 38,8 kilometer in Sleeswijk-Holstein. De snelweg bestaat o.a.  uit 105 snelwegbruggen, vier knooppunten en 37 aansluitingen.
De luchthaven Lübeck kreeg in 2007 met de nieuw gebouwde Bundesstraße 207 een directe aansluiting Lübeck-Süd op de A20.

### Verzorgingsplaatsen
Voor het A20-deel in Mecklenburg-Voor-Pommeren zijn vijf verzorgingsplaatsen (Raststätten) gepland, waar er tot november 2016 drie van geopend zijn. Voor de twee overgebleven locaties zijn de infrastructurele voorbereidingen al getroffen, echter zijn er nog geen investeerders gevonden die een restaurant willen bouwen en openen, zodat de locatie zonder sanitaire voorzieningen een eenvoudige parkeerplaats blijft. Ter hoogte van de aansluiting Grimmen bevindt zich een Autohof met een fastfoodrestaurant en een tankstation. De reden, waarom niet alle verzorgingsplaatsen ontwikkeld zijn is volgens het verkeersministerie de tegenvallende economische ontwikkeling van de regio, waardoor de verkeersintensiteiten achterblijven en het ondernemingsrisico hoog is. Voor het gedeelte van de A20 in Sleeswijk-Holstein is één verzorgingsplaats gepland.
Op 21 juli 2016 werd de verzorgingsplaats "Demminer Land" geopend. Deze ligt tussen de aansluitingen Jarmen en Anklam en bevindt zich alleen aan de westkant van de A20, maar is voor beide richtingen via een brug bereikbaar. Het is momenteel de enige verzorgingsplaats in Voor-Pommeren.

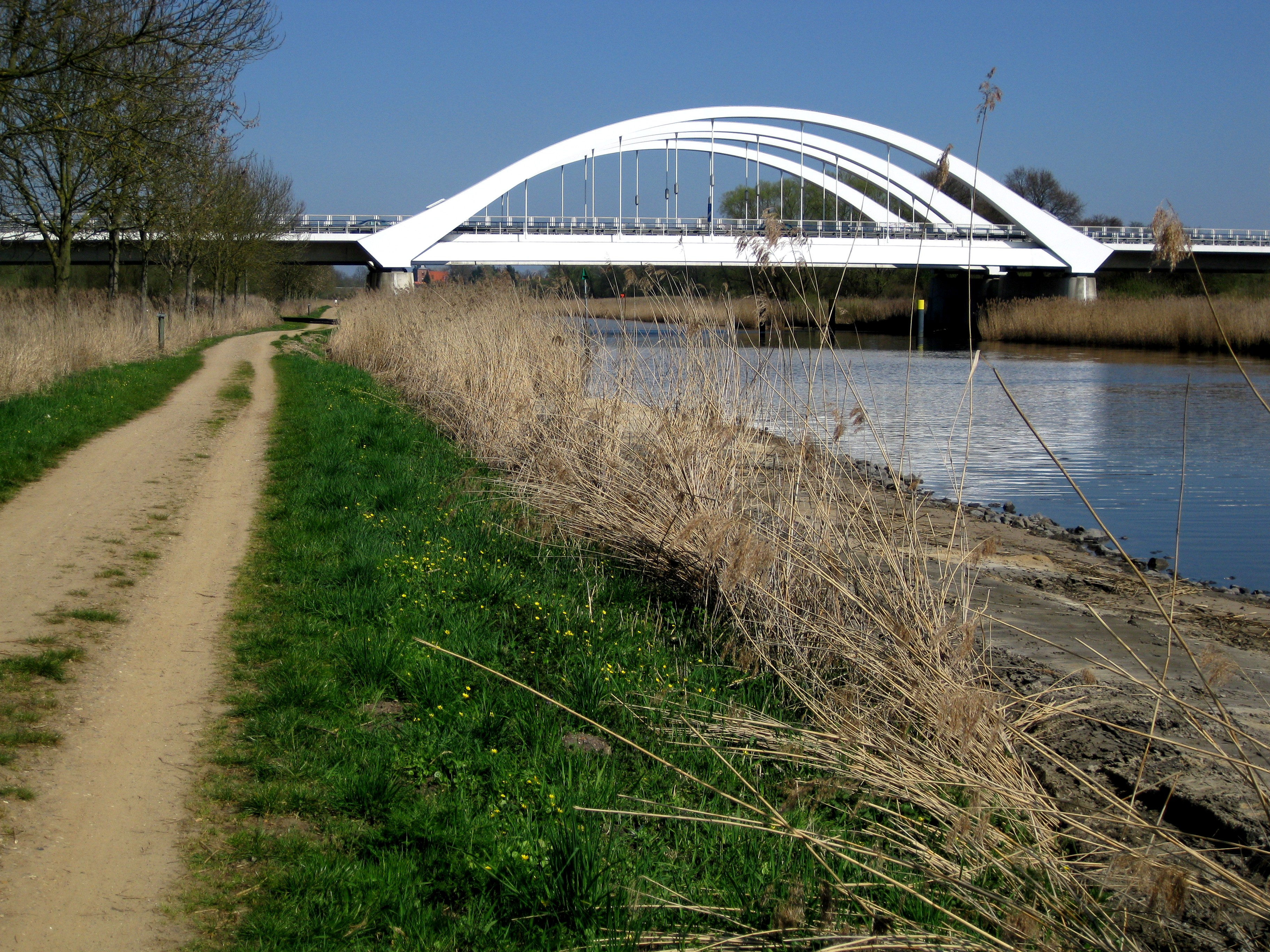
Elbe-Lübeck-Kanal-Brücke bij aansluiting Lübeck-Genin. (2009)
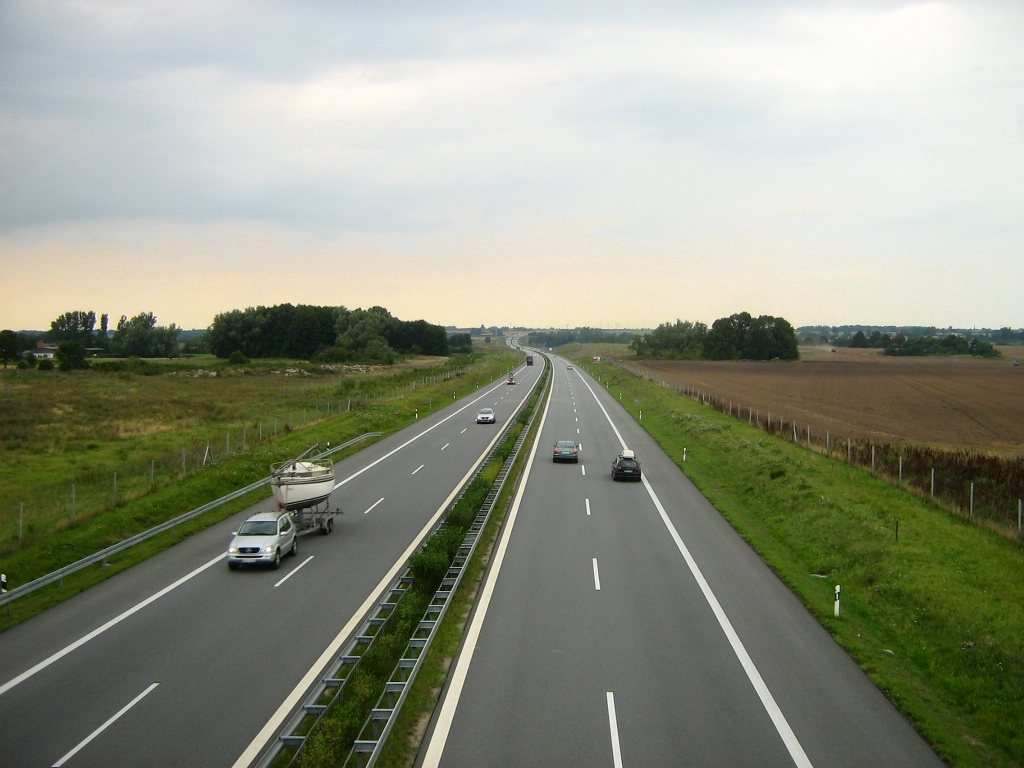
A20 bij Klempenow. (2008)
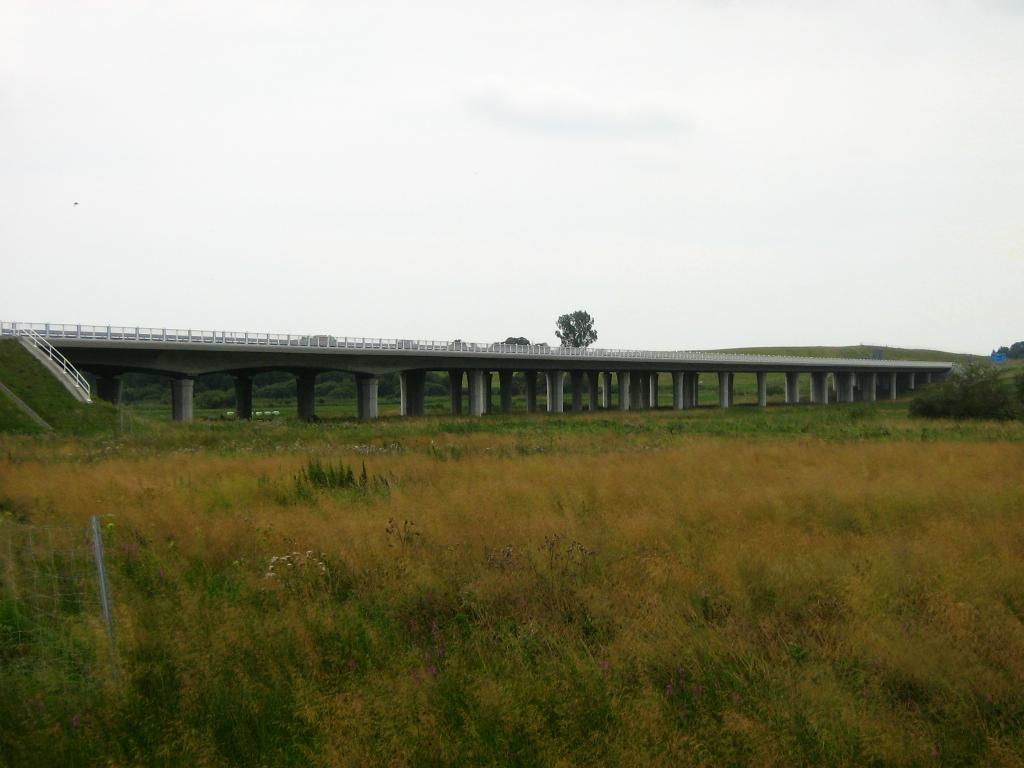
Talbrücke Großer Landgraben. (2008)
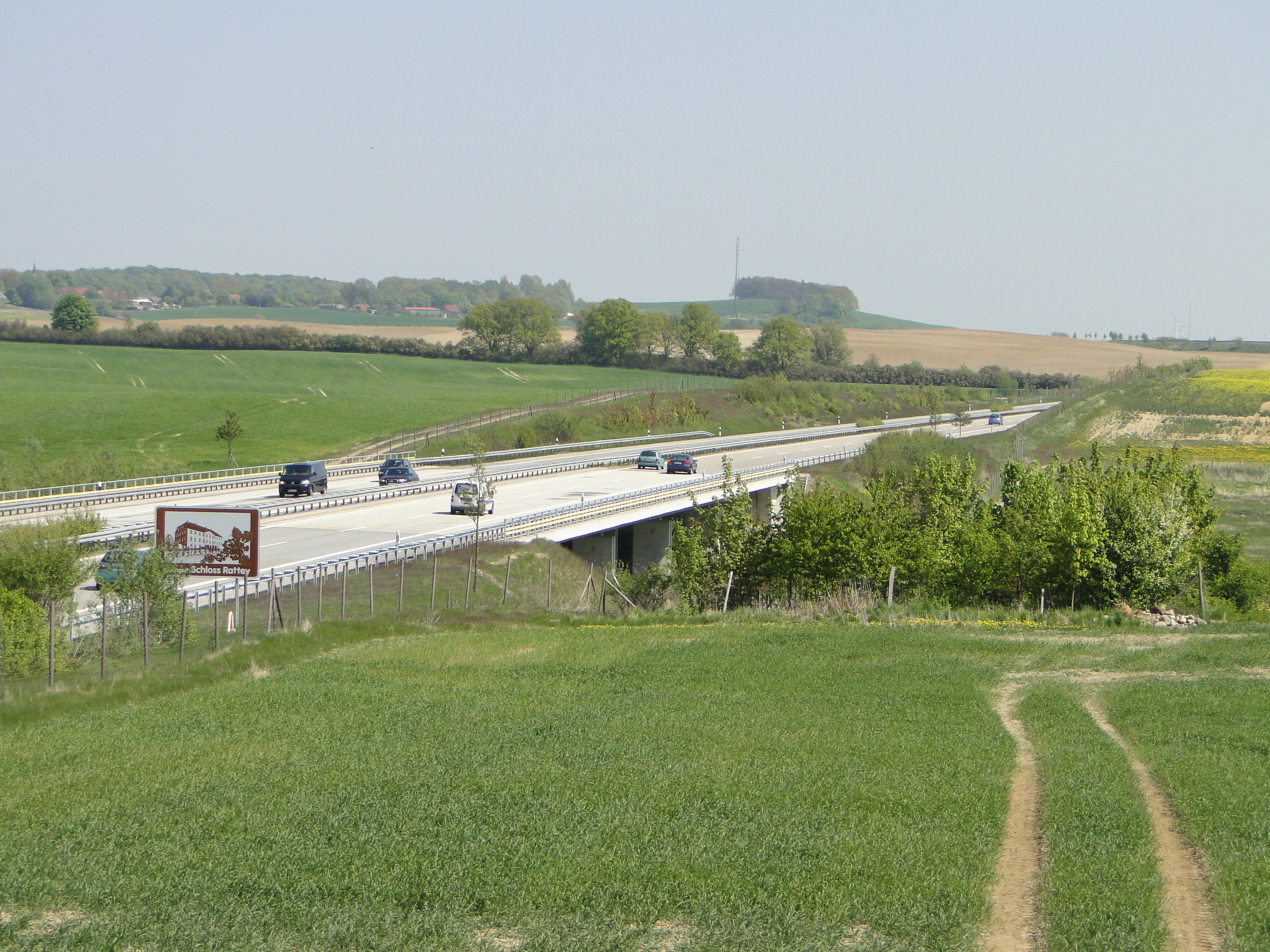
A20 bij Voigtsdorf. (2011)
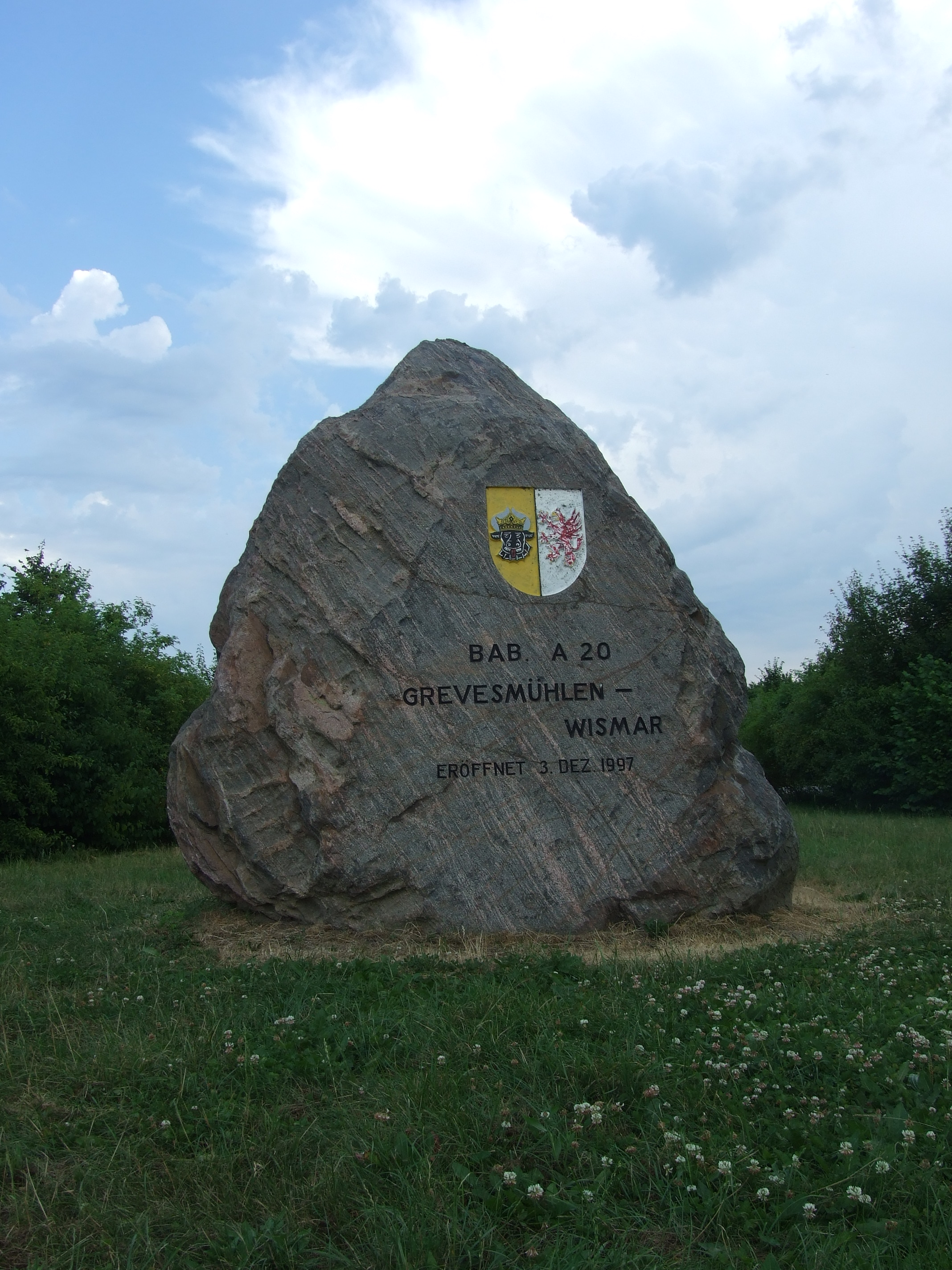
Gedenksteen ter herinnering aan de eerste opening van de A20. (2010)

## Geschiedenis

### Archeologisch onderzoek

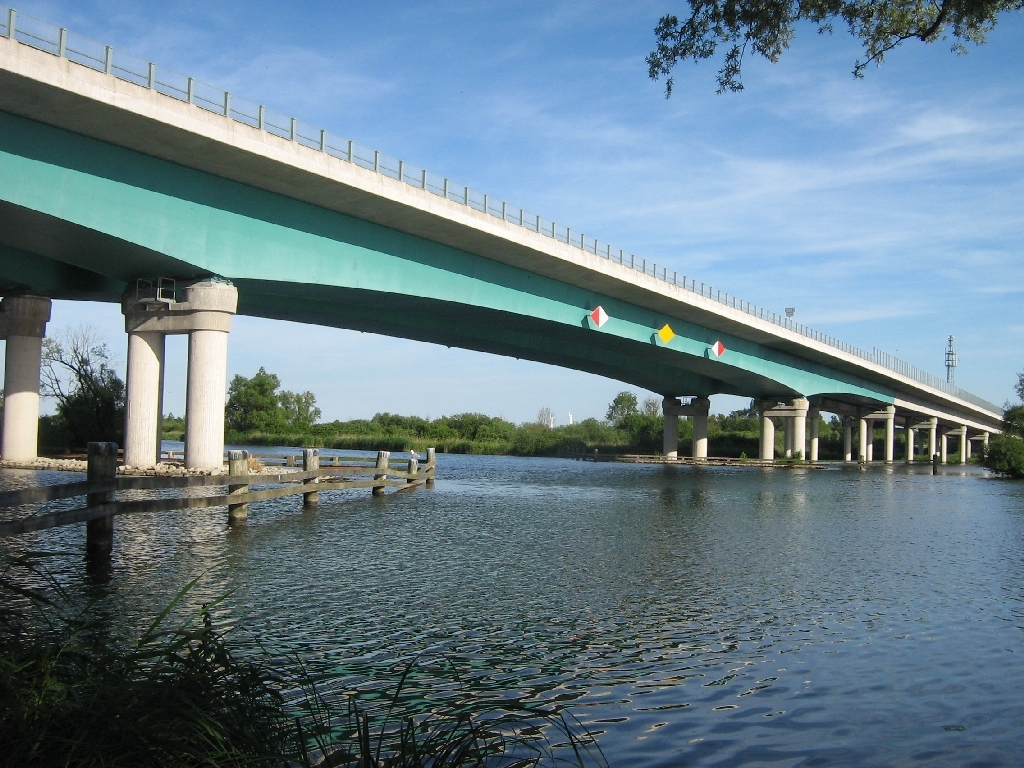
Brug in de A20 over de Peene bij Jarmen. (2007)

Voordat de bouwwerkzaamheden werden gestart werd het gehele tracé door het Archäologische Landesamt ( een overheidsorganisatie van de deelstaten voor archeologie) onderzocht. Als basis voor de onderzoeken diende het toepassen van een nieuw driestappenproces. In de eerste fase volgde de inventarisatie van het tracé met het voorhanden monumentenbestand, aan de hand van archieven en luchtfoto's. Bovendien werd een inspectie uitgevoerd en de aardoppervlakte afgezocht. Het bleek dat maar een paar archeologische plaatsen in het tracéverloop bekend waren. In het 90 kilometer lange trajectdeel tussen Schönberg en Rostock werden 161 vindplaatsen geïdentificeerd, terwijl daarvoor maar negen bekend waren. Het aantal in het tracéverloop geïdentificeerde bodemvindplaatsen bedraagt 594, waarvan 495 in Mecklenburg-Voor-Pommeren, 29 in Brandenburg en 70 in Sleeswijk-Holstein liggen. Voor de start van het archeologisch onderzoek waren maar 100 plekken bekend.
Met het afsluiten van de eerste inspectieronden en het uitwerken van de bodemonderzoeken waren alleen kwantitatieve uitspraken over de vindplaatsen mogelijk. Omdat bij het selecteren van de graafobjecten de wetenschappelijk-historische meerwaarde bepaald moest worden, werden de vindplaatsen aan een vooronderzoek onderworpen. Daarvoor werd op  een twee meter brede, minstens 50 tot 100 meter lange strook onderzocht of de site verder onderzoek rechtvaardigde.
In totaal werden in het verloop van de A20 tussen 1994 en 2004 ongeveer 430 sites onderzocht, waarbij 138 vindplaatsen op grote schaal werden blootgelegd. De gevonden voorwerpen waren tot wel 11.000 jaar oud. Zeer breed is de diversiteit van voorwerpen. Naast nederzettingen, die het grootste deel uitmaakte, kon ook een compleet Slavisch kasteelcomplex met bijbehorende voorburcht, verschillende soorten graven, offerplaatsen, productielocaties, paden, een wateropslagplaats en seizoenswerkplaatsen gedocumenteerd worden. Vele opgravingen zijn van groot belang voor de landelijke of interregionale geschiedenis. Successen van de onderzoeken zijn bijvoorbeeld ontdekkingen van de vuurplaats van Jarmen, vuurplaats van Triwalk en de fonds van de vuursteenbijl van Wodarg.

### Bouwwerkzaamheden
In 1992 werd de eerste aanzet gegeven tot de aanleg van de A20. Bij de aansluiting Wismar-Mitte ging de eerste schop de grond in, hetgeen werd gedaan door toenmalige Bondsminister voor verkeer Günther Krause. Hierdoor werd de autosnelweg een tijd lang Krause-Autobahn genoemd. Een deel van de snelweg werd via de investeringsmaatregelenwet (vergelijkbaar met de Nederlandse Crisis- en herstelwet) aangelegd, waardoor de lange tracéprocedures niet noodzakelijk waren.
Bij aanvang van de bouw werd de nadruk gelegd op de rondwegen rond de verschillende steden en dorpen. Zo kon sinds november 1997 het 18 kilometer lange deel tussen Grevesmühlen en Kreuz Wismar en sinds eind 2000 de in totaal 91,1 kilometer autosnelweg van Schönberg via Wismar naar Rostock aaneengesloten geopend worden. In de daarop volgende jaren werd de A20 volledig afgebouwd. Op 7 december 2005 werd het laatste gedeelte bij Tribsees en Greifswald na 14 jaar plannen en bouw door Bondskanselier Angela Merkel officieel geopend. De bouwkosten bedroegen in totaal €1,9 miljard.
De openingstijdstippen waren als volgt:
| vrijgave         | trajectdeel                                     | lengte (in km) |
| ---------------- | ----------------------------------------------- | -------------- |
| november 1997    | aansl. Grevesmühlen - Kreuz Wismar              | 25,7           |
| mei 2000         | aansl. Schönberg - aansl. Grevesmühlen          | 15,6           |
| december 2000    | Kreuz Wismar - Kreuz Rostock                    | 49,9           |
| 18 december 2001 | Kreuz Lübeck - aansl. Lübeck-Genin              | 6,4            |
| december 2001    | Kreuz Uckermark - aansl. Pasewalk-Nord          | 31,4           |
| december 2001    | aansl. Grimmen-West - aansl. Grimmen-Ost        | 7,4            |
| augustus 2002    | aansl. Gützkow - aansl. Jarmen                  | 6,8            |
| augustus 2002    | Kreuz Rostock - aansl. Sanitz                   | 14,0           |
| augustus 2002    | aansl. Pasewalk-Nord - aansl. Friedland         | 25,1           |
| december 2002    | aansl. Friedland - aansl. Neubrandenburg-Nord   | 21,4           |
| september 2003   | aansl. Tessin - noodaansluiting Langsdorf       | 14,8           |
| november 2003    | aansl. Sanitz - aansl. Tessin                   | 8,7            |
| november 2004    | aansl. Grimmen-Ost - aansl. Greifswald          | 8,6            |
| 14 december 2004 | aansl. Lübeck-Genin - aansl. Schönberg          | 24,6           |
| december 2004    | aansl. Jarmen - aansl. Anklam                   | 10,6           |
| november 2005    | aansl. Neubrandenburg-Nord - aansl. Anklam      | 16,5           |
| december 2005    | noodaansluiting Langsdorf - aansl. Grimmen-West | 17,1           |
| december 2005    | aansl. Greifswald - aansl. Gützkow              | 17,2           |
| 28 juli 2009     | aansl. Geschendorf - Kreuz Lübeck               | 15,7           |
| 21 december 2009 | Weede - aansl. Geschendorf                      | 6,25           |

### Problemen na de bouw

#### Lage kwaliteit wegdek in West-Mecklenburg
Het ongeveer 14 kilometer lange traject tussen Schönberg in Mecklenburg-Voor-Pommeren en de Sleeswijk-Holsteinse grens werd vanwege een serie problemen bekend. Het  medio december 2004 vrijgegeven traject met betonverharding, opgeruwd met borstels dwars op de rijbaan – sinds ongeveer 1990 in snelwegbouw als achterhaald geldend en door de media als "brulbeton" aangeduid – leidde door het hoge rolgeluid van de banden op een halve kilometer afstand verkeersgeluid met een geluidsniveau van meer dan 100 decibel, terwijl maar 80 decibel is toegestaan. In augustus 2005 werd het beton door een asfaltlaag bedekt. Bij de werkzaamheden kwam tijdens  regen een op de rijbaan aangebracht bitumen bindmiddel los en beschadigde de lak van ongeveer 300 voertuigen. In de zeer hete maand juli 2006 ontstonden in de nieuwe deklaag bobbels tot 30 centimeter doorsnede. Deze bobbels ontstonden door binnengedrongen water tussen het beton en het asfalt en waren te verwijderen door per bobbel een gaatje in de deklaag te boren. Ook later kwam en komt het bij hoge temperaturen ook weer tot bobbels in het asfalt. Een definitieve oplossing is nog niet in zicht.

#### Bobbels bij Lübeck
Vergelijkbare problemen ontstonden ondertussen op het onder voorbehoud vrijgegeven deeltraject Kreuz Lübeck naar Geschendorf. Hier werd de op 6 juli 2009 geplande opening uitgesteld,  aangezien zich over het gehele traject talrijke twee tot drie centimeter hoge bobbels in het asfalt gevormd hadden. De bobbels zijn, nadat ze zijn opengeboord, door autobestuurders platgereden. Voor motorrijders gold hierdoor een maximumsnelheid van 120 km/h.

#### Verzakking bij Tribsees

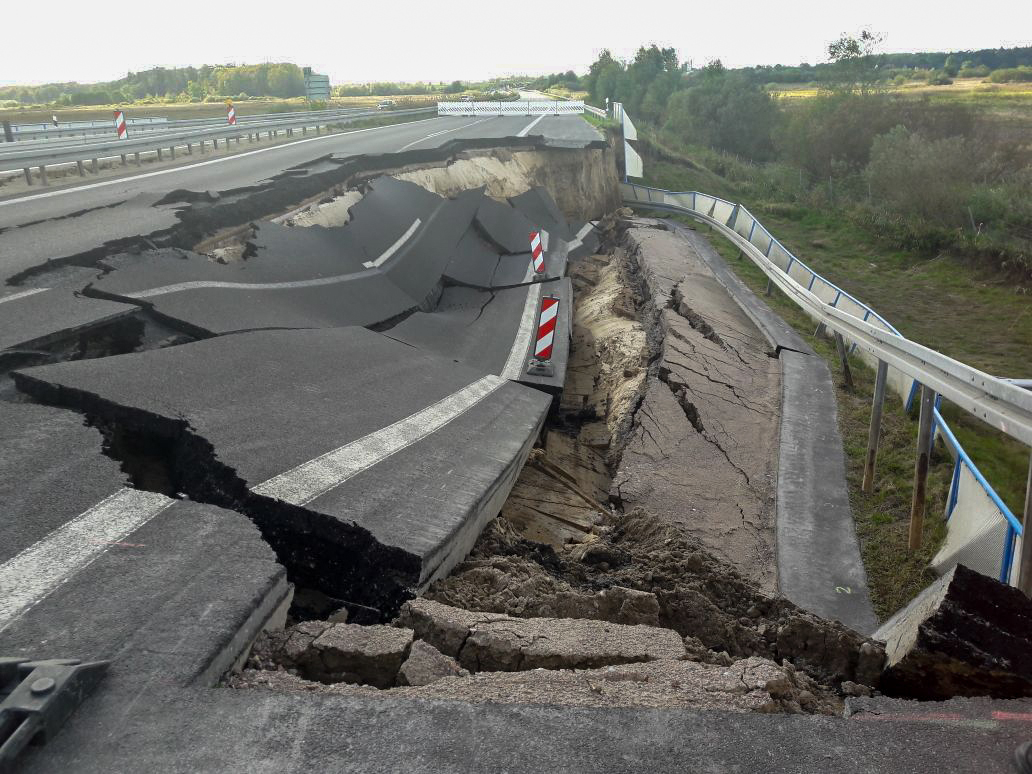
De weggezakte snelweg op 11 oktober 2017

Bij Tribsees zakte de rijbaan richting het westen over ongeveer 100 meter lang een halve meter in en werd daardoor in september 2017 afgesloten. Tot oktober 2017 werd de verzakking ongeveer 40 meter langer en zakte 2,5 meter verder waardoor de volledige breedte van de rijbaan in de veengrond verdween. Ook de tegenrichting werd hierdoor afgesloten. Op dit gedeelte kruist de weg met een snelwegdam de Trebel en de veengronden rondom deze rivier. Als fundering werden hier droge mortelpalen (CSV-Säulen), bestaande uit een mix van zand en cement, voor de eerste keer in de extreem zwakke bodem toegepast en met een lengte tot 13 meter diep de grond in geboord. De bodemverbeteringen onder de dam volgden over een lengte van 600 meter.
Oorzaak van het voorval was volgens de verkeersminister Christian Pegel (Mecklenburg-Voor-Pommeren) het verloop van de snelweg bij Tribsees over een zogenaamde "dalgrond", die met kleine betonkernen gestabiliseerd was. Deze hebben mogelijkerwijs de grond niet meer kunnen vasthouden, maar de exacte oorzaak moet nog bepaald worden.
Door de verzakking was de snelweg tussen de aansluitingen Bad Sülze en Tribsees volledig afgesloten. Verkeer werd via lokale wegen omgeleid, maar deze wegen waren niet geschikt voor een grote hoeveelheid snelwegverkeer. De  snelweg is in september 2021 weer voor het verkeer vrijgegeven. Het herstel is in juni 2023 afgerond. Om de verkeersoverlast in de omliggende dorpen te ontlasten was een tijdelijke brug gebouwd waardoor de snelweg met één rijstrook per richting weer open kon. De opdracht voor de terugbouw van de ingestorte dam en de bouw van een noodbrug werd in maart 2018 vergeven.

## Toekomst / Planning
Doortrekking van de A20 vanaf Bad Segeberg via Bad Bramstedt naar Drochtersen is gepland, hierin is ook een tunnel onder de Elbe opgenomen. Bij Drochtersen zal de A20 met een knooppunt (Kreuz Kehdingen) aansluiten op de nog aan te leggen A26 richting Stade en Hamburg. Vanaf hier zal de A20 in westelijke richting doorgetrokken worden naar de A28 bij Westerstede. Voorheen was dit gedeelte gepland als A22, maar is later bij de geplande A20 toegevoegd. Dit om aan te geven dat het een verlenging van de Ostsee- en Küstenautobahn is. In het Bundesverkehrswegeplan 2030 (Duitse tegenhanger van het  Nederlandse Meerjarenprogramma Infrastructuur, Ruimte en Transport; MIRT) is de verlenging van de A20 opgenomen. De maatregelen hebben een prioriteit meegekregen om de noodzaak van een verbreding of aanleg aan te geven. In het Bundesverkehrswegeplan 2030 heeft de aanleg van de A20 van de A23 bij Hohenfelde tot de aansluiting op de A28 bij Westerstede met een lengte van 161 kilometer een hoge prioriteit (vordringlicher Bedarf) gekregen, waarbij de kosten op €2.588,9 miljoen zijn geschat. Voor het deeltraject met de kruising van de Elbe bij Glückstadt en aansluiting op de A23 wordt hier separaat €597,2 miljoen voor geraamd.
Verder zal men waarschijnlijk de nieuwe oost-westverbinding samen laten lopen met de E22 die nu de A1 volgt tot Kreuz Lübeck.

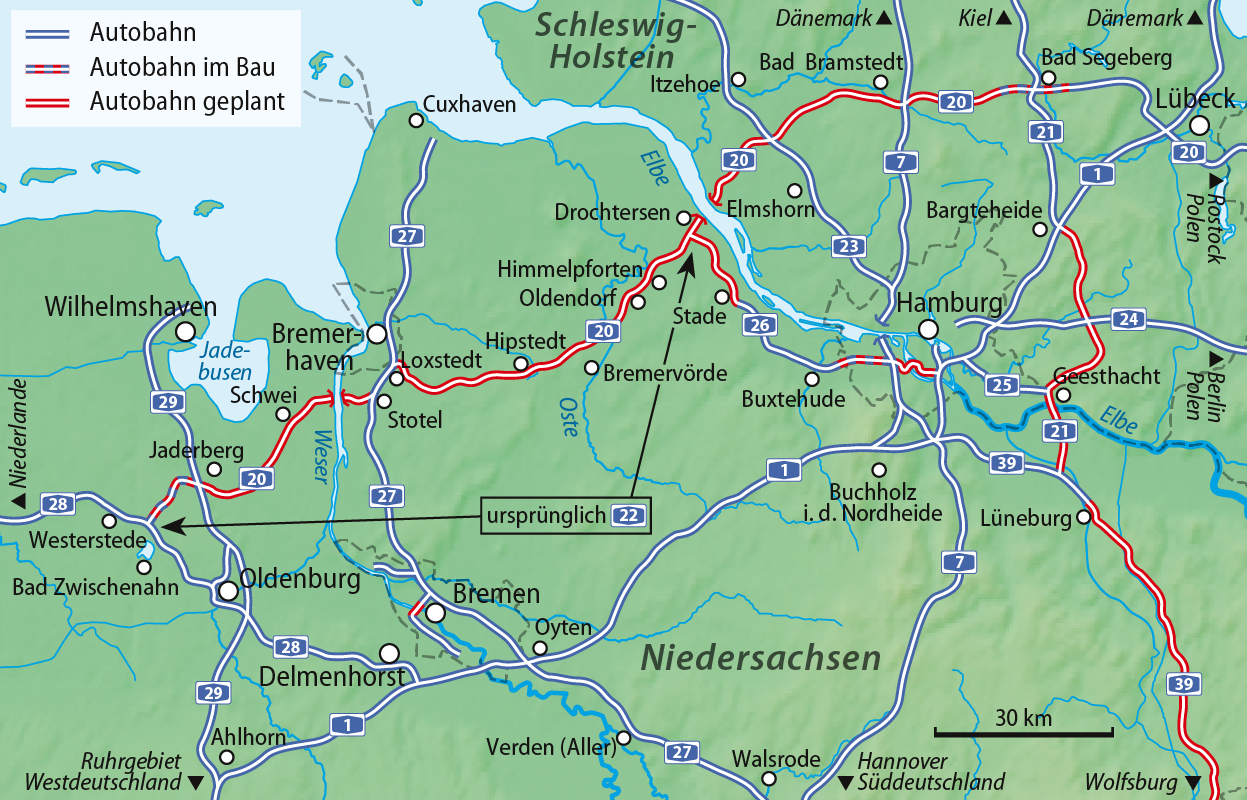
Geplande snelwegen in het noorden van Duitsland met het westelijke verloop van de A20 en de oorspronkelijke A22. (2009)

### Noordwest randweg Hamburg

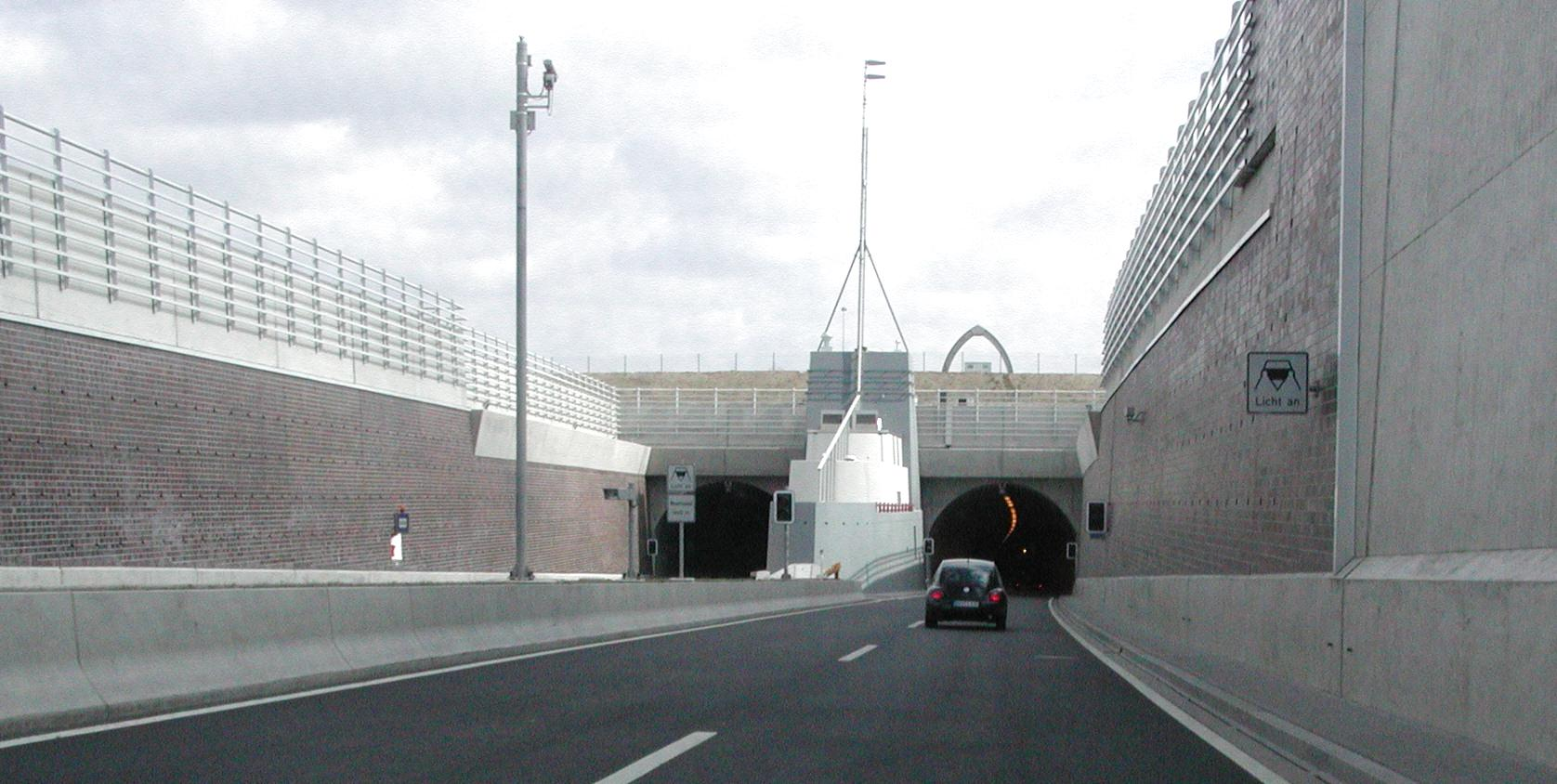
De A20 zal door de al bestaande Wesertunnel lopen. (2004)

Een verlenging door Sleeswijk-Holstein van Bad Segeberg via Bad Bramstadt tot een Elbekruising ten westen van Hamburg, dwars door het noordwesten van Nedersaksen met de kruising van de Wezer ten zuiden van Bremerhaven is gepland. Ten noorden van Hamburg krijgt de A20 nog een bijzondere betekenis als een noordelijke ring van Hamburg. De A20 zal, wanneer dit gedeelte gereed is, de snelwegen (van oost naar west) A1, A21, A7 en A23 met elkaar verbinden.
Vanwege tegenvallers tijdens de bouw is de weg tussen Kreuz Lübeck en aansluiting Geschendorf later geopend, namelijk op 28 juli 2009. Het gedeelte bestaat uit 20 kunstwerken waaronder een omstreden ecoduct bij Strukdorf, dat uit grote van gewapend beton gemaakte bogen bestaat en kenmerken van een tunnel heeft. Het aansluitende gedeelte tussen aansluiting Geschendorf en aansluiting Weede werd zes maanden eerder geopend, namelijk op 21 december 2009.
Het tracébesluit voor het deeltraject inclusief de kruising met de A21 van Weede tot Wittenborn volgde op 30 april 2012. Op 6 november 2013 besloot de landelijke bestuursrechter dat het tracébesluit voor dit deeltraject onvolledig is. De rechtbank stelde vast dat de plannen onvoldoende rekening hielden met de bindende Europese regelgeving met betrekking op de natuurgebieden "Segeberger Kalkberghöhe" en "Travetal". Ten eerste werd de methode om beschermde vleermuizen in kaart te brengen ontoereikend geacht. Ten tweede werd de variantenstudie met betrekking tot een zuidelijke tracévariant bekritiseerd. De planningen moesten daardoor opnieuw worden uitgevoerd. Daar is een vertraging van twee tot drie jaar aan verbonden.
Eveneens een vertraging van minstens twee jaar is de vondst van een zeearendnest bij Hohenfelde in de buurt van de geplande snelweg. Hoewel het nest in december 2015 verlaten was, behoudt het voor drie jaar de status van een broedplaats.
Voor de overige trajectdelen, waaronder de Elbekruising bij Glückstadt, volgde de formele tracékeuze op 28 juli 2005. Momenteel bevindt het tracé zich nog in de procedurefase. Het grootste kunstwerk in dit traject zal de ondertunneling van de Elbe bij Glückstadt zijn. Het is daarbij voorzien om deze door een private onderneming te laten bouwen (publiek-private samenwerking). Hierdoor is het niet noodzakelijk om tol in te voeren voor de tunnel. De tunnel zal bestaan uit twee buizen van ongeveer 5.200 meter lang en een doorsnede hebben van bijna 12 meter per buis.
In Nedersaksen zal de A20 via het geplande Kreuz Kehdingen met de A26 richting Stade en Hamburg verbonden worden. In zuidwestelijke richting zal volgens de oorspronkelijke plannen van de A22 verderlopen.

### Verlenging in Nedersaksen tot de A28

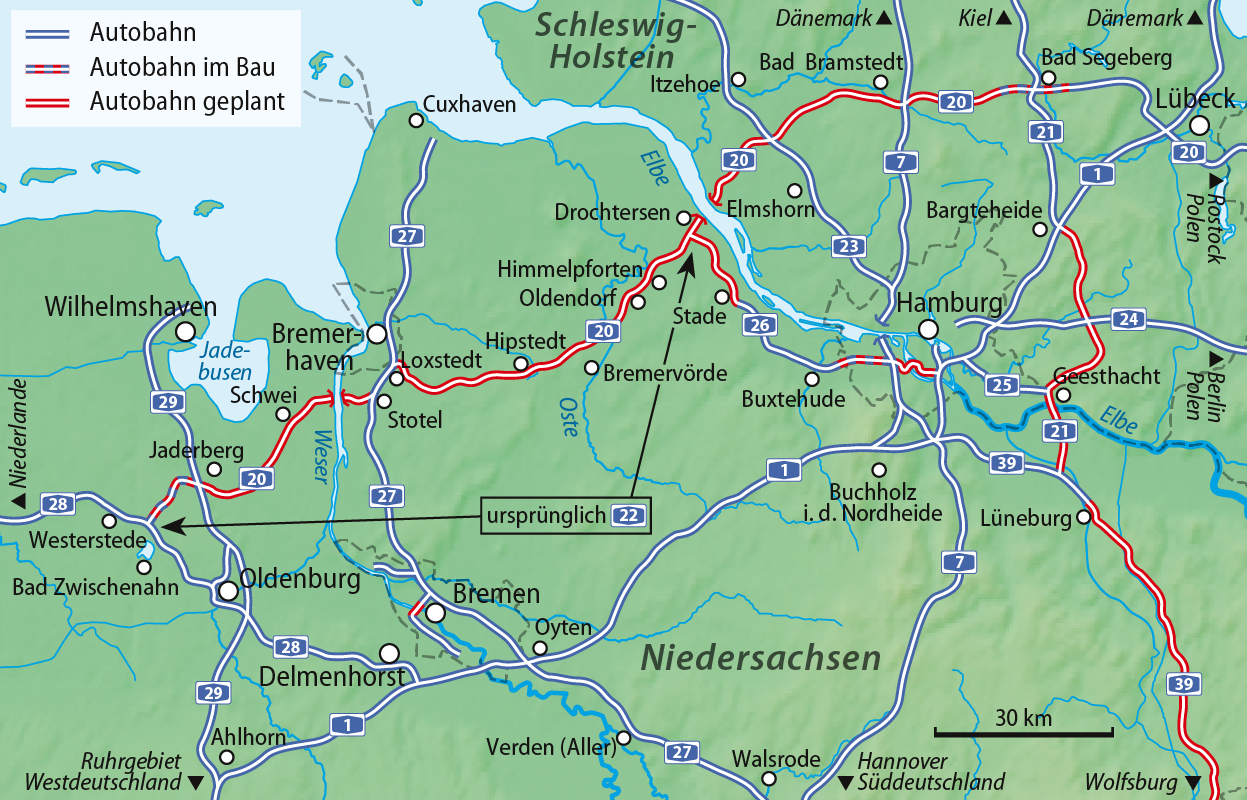
Geplande verlenging van de A 20 tot Westerstede

Een oorspronkelijk geplande verlenging van de Elbetunnel naar het zuiden tot de A1 bij Sittensen is ten gunste van de geplande A22 richting het westen (Küstenautobahn) geschrapt. Op 25 juni 2010 werd bekendgemaakt dat de geplande A22 onderdeel zal worden van de geplande A20. Daarmee werd duidelijk dat de Küstenautobahn de Ostseeautobahn verlengd.
Dit trajectdeel begint bij Kreuz Kehdingen (even ten westen van de Elbe bij Hamburg; geplande realisatie: omstreeks 2029-2030) met de eveneens geplande A26 en passeert Engelschoff zuidoostelijk. In verder verloop passeert de snelweg Himmelpforten noordwestelijk, Oldendorf noordelijk en Estorf oostelijk. Vervolgens wordt de Oste noordelijk van Nieder Ochtenhausen overbrugd, Bremervörde wordt noordwestelijk gepasseerd, Hipstedt zuidoostelijk en bij de noordrand van Lunestedt gaat het tracé verder richting het westen. Daarna gaat het tracé noordelijk van de spoorlijn Bremen - Bremerhaven in noordwestelijke richting lopen, om dan bij Loxstedt noordelijk in een halve cirkel om de plaats te lopen. Bij Dreieck Bremerhaven-Süd zal de snelweg op de A27 uitmonden, die deze zeven kilometer tot Dreieck Stotel zal volgen en dan in westelijke richting door de al bestaande Wesertunnel in de Bundesstraße 437 lopen. Na de tunnel gaat de snelweg weer in zuidwestelijke richting, passeert Schwei westelijk en Neustadt oostelijk en in een boog zuidoostelijk om Jaderberg met daarvoor de kruising met de rivier de Jade. In de gemeente Jade heeft de A20 een aansluiting op de A29 met Kreuz Jaderberg. Vanaf hier gaat de snelweg noordwestelijk door het Dringenburger Moor, waarna het uiteindelijk op de A28 bij Westerstede eindigt.
Dit tracé komt voort uit het op 18 oktober 2007 openbaar gemaakte bijlage van het ruimtelijke ordeningsplan en indelingsplan van de deelstaat van februari 2009. In het ruimtelijke ordeningsplan werden de bouwkosten rond de €1,1 miljard geschat.
Op 27 februari 2012 verklaarde de Nedersaksische minister-president David McAllister dat hij met de Bondsverkeersministerie was overeengekomen om eind 2013 met de bouw van de snelweg in Nedersaksen, aanvankelijk tussen Bremervörde en Elm, te beginnen. Voor twee trajectdelen (Westerstede - Jaderberg en Bremervörde - Elm) werden de tracéprocedures gestart, op 16 april 2018 werd het tracébesluit voor het eerste trajectdeel tussen Westerstede (A28) en Jaderberg (A29) bekendgemaakt en lag tot 16 mei 2018 ter inzage. De vraag over de financiering van de Elbetunnel  is nog open. De landelijke verkeersminister Alexander Dobrindt ging in december 2017 van uit dat de tunnel geen toltunnel wordt. Bouwrecht voor de tunnel verwacht Dobrindt in 2019 en voor de twee aansluitende delen pas vanaf 2020 of later.
| Nummer                    | Trajectdeel                                                    | Status                                            | Lengte (km) |
| ------------------------- | -------------------------------------------------------------- | ------------------------------------------------- | ----------- |
| 3                         | aansl. Bad Segeberg-Ost - aansl. Wittenborn                    | planverandering (sinds 6 november 2013)           | 7           |
| 4                         | aansl. Wittenborn - Kreuz Schmalfeld (A7)                      | tracébesluit vastgesteld (op 27 april 2017)       | 22          |
| 5                         | Kreuz Schmalfeld (A7) - aansl. Bokel                           | in tracéprocedure                                 | 14          |
| 6                         | aansl. Bokel - Kreuz Steinburg (A23)                           | in tracéprocedure                                 | 8           |
| 7                         | Kreuz Steinburg (A23) - aansl. Glückstadt                      | in tracéprocedure                                 | 15          |
| 8                         | aansl. Glückstadt - grens Sleeswijk-Holstein - Nedersaksen     | aanvullende tracéprocedures (sinds 28 april 2016) | 3           |
| 8                         | grens Sleeswijk-Holstein - Nedersaksen - Kreuz Kehdingen (A26) | tracébesluit vastgesteld (sinds 30 maart 2015)    | 6,7         |
| 7                         | Kreuz Kehdingen (A26) - aansl. Elm                             | voorplanning vastgesteld (op 26 februari 2016)    | 18,6        |
| 6                         | aansl. Elm - aansl. Bremervörde                                | in tracéprocedure (sinds 28 september 2012)       | 12,4        |
| 5                         | aansl. Bremervörde - aansl. Beverstedt-West                    | in voorplanning                                   | 19,2        |
| 4                         | aansl. Beverstedt-West - Dreieck Stotel (A27)                  | in voorplanning                                   | 16,1        |
| 4a                        | Dreieck Stotel (A27) - aansl. Dedesdorf                        | in voorplanning                                   | 6,7         |
| 3                         | aansl. Dedesdorf - aansl. Stadland                             | voorplanning vastgesteld (op 30 december 2016)    | 10,4        |
| 2                         | aansl. Stadland - Kreuz Jaderberg (A29)                        | in tracéprocedure (sinds 1 december 2017)         | 22,4        |
| 1                         | Kreuz Jaderberg (A29) - Dreieck Westerstede (A28)              | tracébesluit vastgesteld (op 16 april 2018)       | 13,0        |
| Totaal aantal kilometers: | Totaal aantal kilometers:                                      | Totaal aantal kilometers:                         | 196         |

### Discussies
Door de voorstanders wordt geopperd dat de Küstenautobahn een economisch voordeel heeft voor Noordwest-Duitsland en zijn havens, zeker met de verwachte toename van het verkeer door de JadeWeserPort in Wilhelmshaven. De snelweg wordt ook een kortere verbinding tussen Nederland respectievelijk het Ruhrgebied en Scandinavië respectievelijk Oost-Europa, passeert Hamburg op ongeveer 60 kilometer afstand en zal daarbij de A1 met ongeveer 2 procent ontlasten. Omdat de Bond de onderzoeksfase nog niet wilde financieren, werd in 2006 – in het bijzonder door ondernemers uit de regio – meer dan €750.000 aan giften verzameld, om de noodzakelijke onderzoekskosten te financieren zodat de bouw sneller kan beginnen. Een derde deel van de voorplanningskosten werden door private schenkingen gefinancierd, waarbij de grootste giften afkomstig waren van verenigingen, nutsbedrijven, financiële instellingen en andere semioverheidsbedrijven. Voor de lopende onderzoeken is in de Nedersaksische begroting over de €40 miljoen gereserveerd.
Ook is veel tegenstand door de getroffen bevolking langs het geplande tracé. Een brede coalitie van burgerinitiatieven, milieu- en transportverenigingen keren zich tegen de bouw door de verwachte verstoring van het landschap, hebben twijfels over de economische winst van het project (kosten-batenverhouding van 1,9 volgens het Bundesverkehrswegeplan, volgens de bijlage van het ruimtelijke ordeningsplan tot 4,2) en het gevaar tot verlies van diverse lokale arbeidsplaatsen. De coalitie heeft als alternatief de uitbreiding van het spoorwegennet voorgesteld, zodat meer verkeer van de weg naar het spoor verschoven kan worden.
Nadat de naam van de A22 in A20 veranderd werd, had het initiatief "A22-NIE" daarop gewezen dat de deelstaatregering daarmee "een eed van openbaarheid aflegt. [...] Dat het argument over de beweerde economische voordelen voor de regio niet meer houdbaar is. Met het toestemmen van de hernummering maakt de Bondsregering duidelijk dat de A22/20 vooral internationaal transitverkeer dienen zal."

### Nummering van de aansluitingen
Bij de nummering van de aansluitingen tussen Lübeck en Kreuz Uckermark is geen rekening gehouden met het nog aan te leggen gedeelte ten westen van de A1. Als deze eenmaal aangelegd is zal dus voor de gehele A20 een nieuwe afritnummering moeten worden ingevoerd.

## Ecologische compensatiemaatregelen
De bouw van de A20 heeft een zeer omvangrijke impact op de omliggende natuur en het landschap, waardoor passende maatregelen volgens de landelijke natuurbeschermingswet moeten worden toegepast. Hierbij werden in de tracébesluiten de compenserende maatregelen vastgelegd. Hierdoor ontstonden bijvoorbeeld tussen Franzburg en Richtenberg sinds 2006 de in 1936 drooggelegde Richtenberger See.